# العصر الحديدي في الإمارات العربية المتحدة
كانت المنطقة المعروفة حاليًا باسم الإمارات العربية المتحدة موطنًا لثلاث فترات مختلفة من العصر الحديدي. امتد العصر الحديدي الأول من 1200 إلى 1000 قبل الميلاد، والعصر الحديدي الثاني من 1000 إلى 600 قبل الميلاد، والعصر الحديدي الثالث من 600 إلى 300 قبل الميلاد. أعقب هذه الفترة من التنمية البشرية في المنطقة فترةالمليحة أو عصر ما قبل الإسلام المتأخر، من عام 300 قبل الميلاد فصاعدًا وحتى العصر الإسلامي الذي بدأ مع ذروة حروب الردة في القرن السابع.
إلى حد ما، يُطلق مصطلح "العصر الحديدي" بشكل خاطئ، حيث لا يوجد سوى القليل من الأدلة المكتشفة على أي أعمال حديدية أصلية خارج مويلح، والتي يُعتقد أنها مستوردة، وحتى الأدلة الشاملة على الصهر طوال العصر الحديدي التي عُثر عليها في موقع ساروق الحديد يهيمن عليها إنتاج النحاس والقصدير.
وقد لعبت الاكتشافات في موقع تل الأبرق المهم دورًا حاسمًا في تقسيم فترات العصر الحديدي الثلاث في دولة الإمارات العربية المتحدة.

## العصر الحديدي الأول

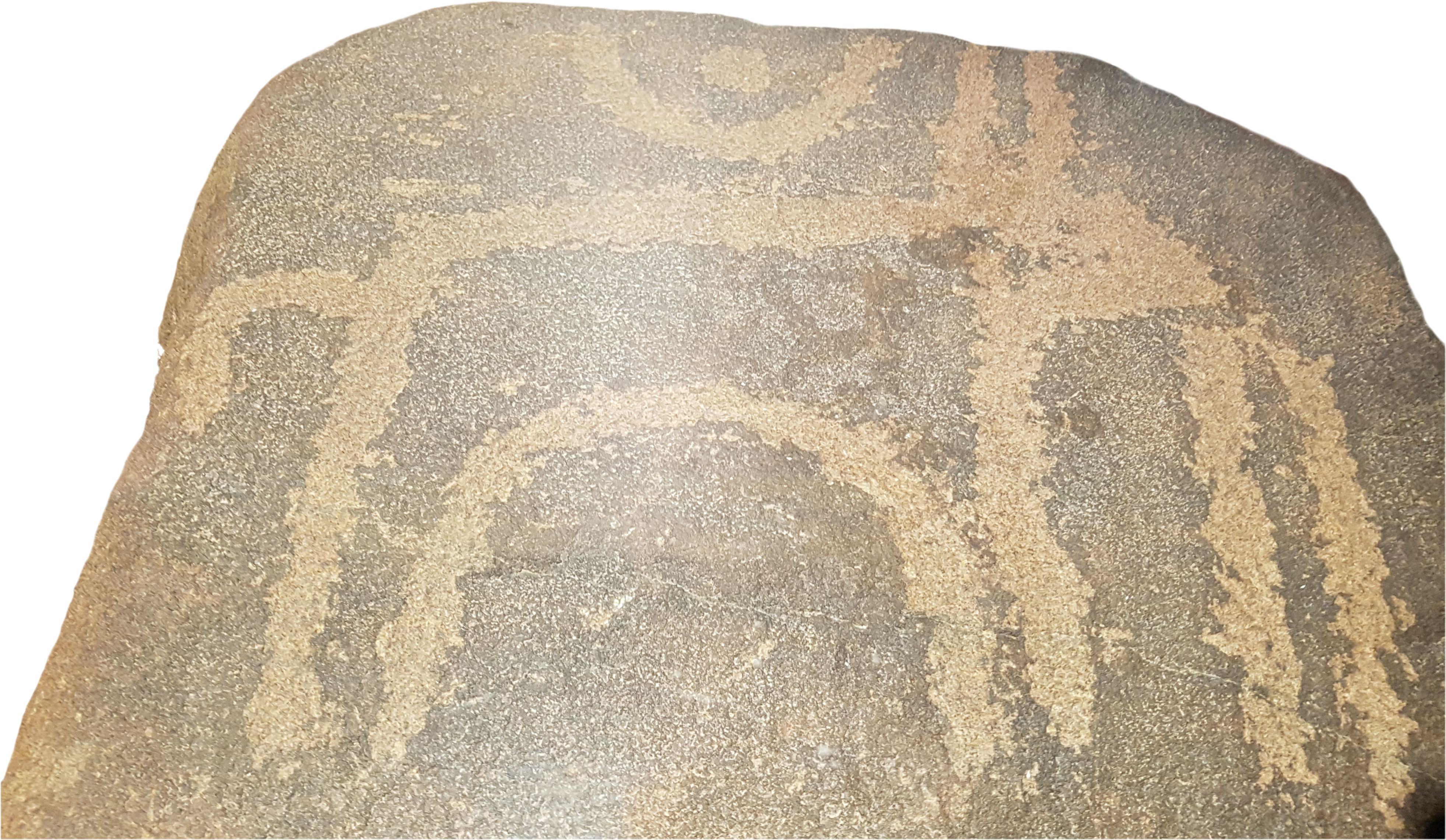
نقوش صخرية من العصر الحديدي في الشارقة، الإمارات العربية المتحدة

جاءت فترة العصر الحديدي الأول في دولة الإمارات العربية المتحدة مباشرة بعد فترة وادي سوق، التي امتدت من 2000 إلى 1300 قبل الميلاد. لم يكتفي شعب وادي سوق بتدجين الإبل فحسب، بل هناك أدلة على أنهم زرعوا أيضًا محاصيل القمح والشعير والتمور. حدث تحول تدريجي بعيدًا عن المستوطنات الساحلية إلى المستوطنات الداخلية خلال هذه الفترة. وتتركز غالبية الاكتشافات التي تعود إلى العصر الحديدي الأول حول شمل وتل أبرق والحمرية على الساحل الغربي وكلباء إلى الشرق. على الرغم من التنمية الداخلية المتزايدة، إلا أن النظام الغذائي في العصر الحديدي الأول لا يزال يحتوي على كمية كبيرة من الأسماك والمحاريات. كما شكلت الغزلان والمها والحيوانات الأليفة (الأغنام والماعز والماشية) جزءًا من النظام الغذائي في العصر الحديدي الأول، إضافة إلى زراعة القمح والشعير المنتشرة على نطاق واسع.
يعكس خزف العصر الحديدي الأول استمرارية فترة وادي سوق، وهو خشن وكبير الحجم في كثير من الأحيان. تم الكشف عن رابط آخر لفترة وادي سوق عندما أظهر تحليل صدفة ذات مصراعين تعود إلى العصر الحديدي الأول أنها تحتوي على الأتاكاميت، وهي صبغة نحاسية تستخدم كمكياج للعين. وعثر على قذائف مماثلة في مدفن وادي سوق في شعم شمال رأس الخيمة.

## العصر الحديدي الثاني

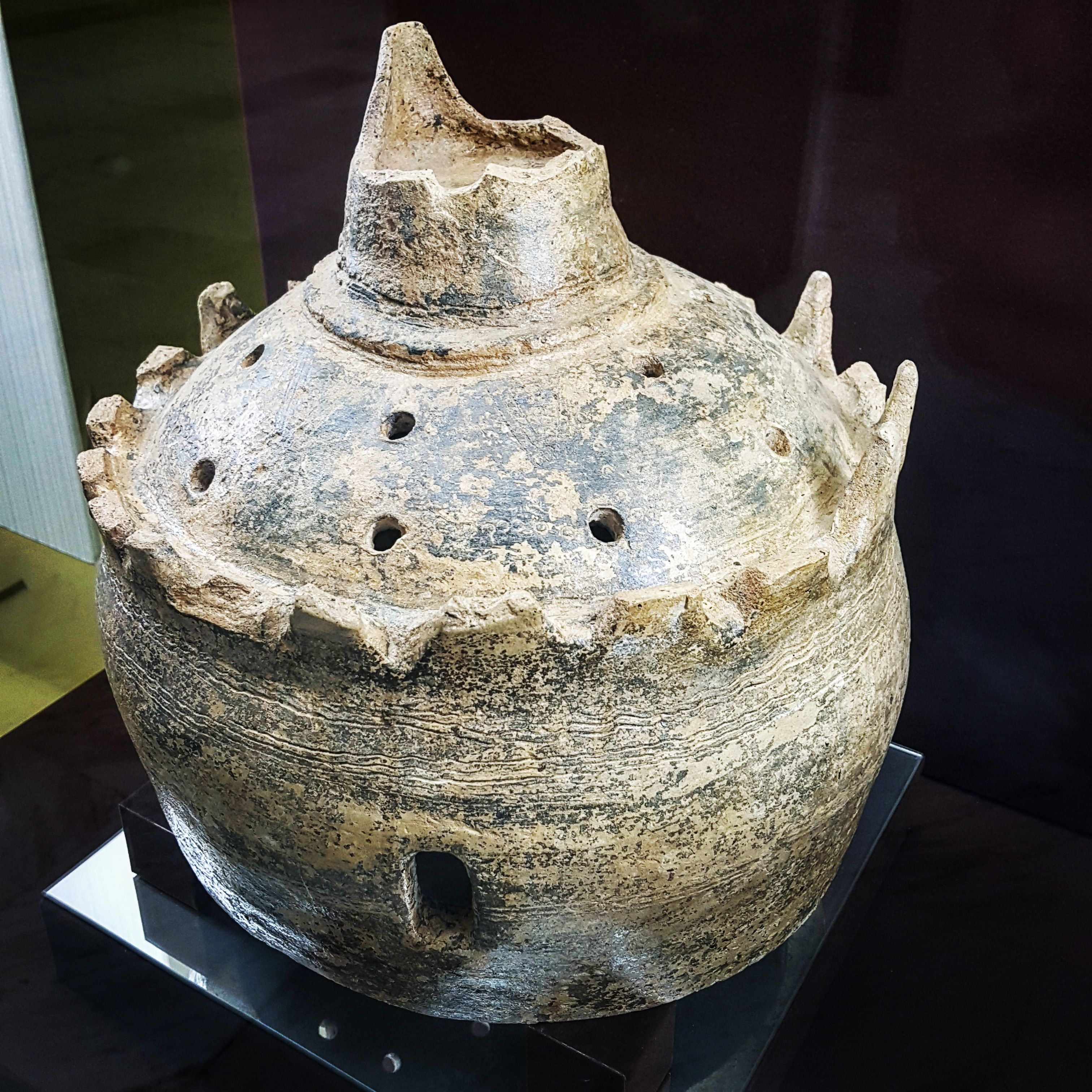
وعاء، أُكتشف في مبنى من العصر الحديدي في بدع بنت سعود ومعروض في متحف العين الوطني. ويعتقد أنها مبخرة.

عُثر على أدلة واسعة النطاق على استيطان العصر الحديدي الثاني في جميع أنحاء دولة الإمارات العربية المتحدة، وخاصة في مويلح، الثقيبة، بدع بنت سعود، وكذلك مناطق الرميلة والقطارة في العين. طوّرت خنادق الري والممرات المائية المعقدة بشكل متزايد، والأفلاج (جمع فلج) خلال هذا الوقت، وتعود الاكتشافات في بدع بنت سعود والثقيبة إلى العصر الحديدي الثاني- اكتشافات ما قبل التاريخ لقنوات الممرات المائية في إيران. تم الاستشهاد بالاكتشافات المبكرة للأفلاج، وخاصة تلك الموجودة حول مدينة العين الصحراوية، باعتبارها أقدم دليل على بناء هذه الممرات المائية. يُعتقد أن بدع بنت سعود القريبة أصبحت موقعًا مهمًا خلال العصر الحديدي، سواء باعتبارها محطة للقوافل أو كمجتمع مستقر من المزارعين الذين استخدموا نظام الري بالأفلاج هناك. نُقّب جزئيًا عن اثنين من ممرات الري هذه في بدع بنت سعود، حيث عُثر على عدد من أجزائها في حالة معقولة. وفي إحدى عمليات التنقيب، تم اكتشاف عدد من فتحات الأعمدة المبطنة بالحجر الرملي، بالإضافة إلى نقطة وصول مدرجة تحت الأرض وصهريج كبير مفتوح. كما عُثر في الموقع على أدلة على وجود أراضٍ مروية سابقًا.
منطقة الرميلة، اليوم جزء من مدينة العين، كانت مستوطنة رئيسية في العصر الحديدي الثاني يعود تاريخها إلى حوالي 1100-500 قبل الميلاد. تشتمل الاكتشافات في الرميلة على فخاريات مميزة مزينة بأنماط الثعابينة، على غرار الاكتشافات في القصيص ومسافي والعصريين الحديدي والبرونزي الرئيسيين؛ كانتا مركز لإنتاج المعادن في ساروق الحديد، بالإضافة إلى أوعية الكلوريت المزينة بسلاحف تتناوب مع الأشجار، على غرار اكتشافات قدفع في الفجيرة، والقصيص في دبي، والحجر في البحرين.

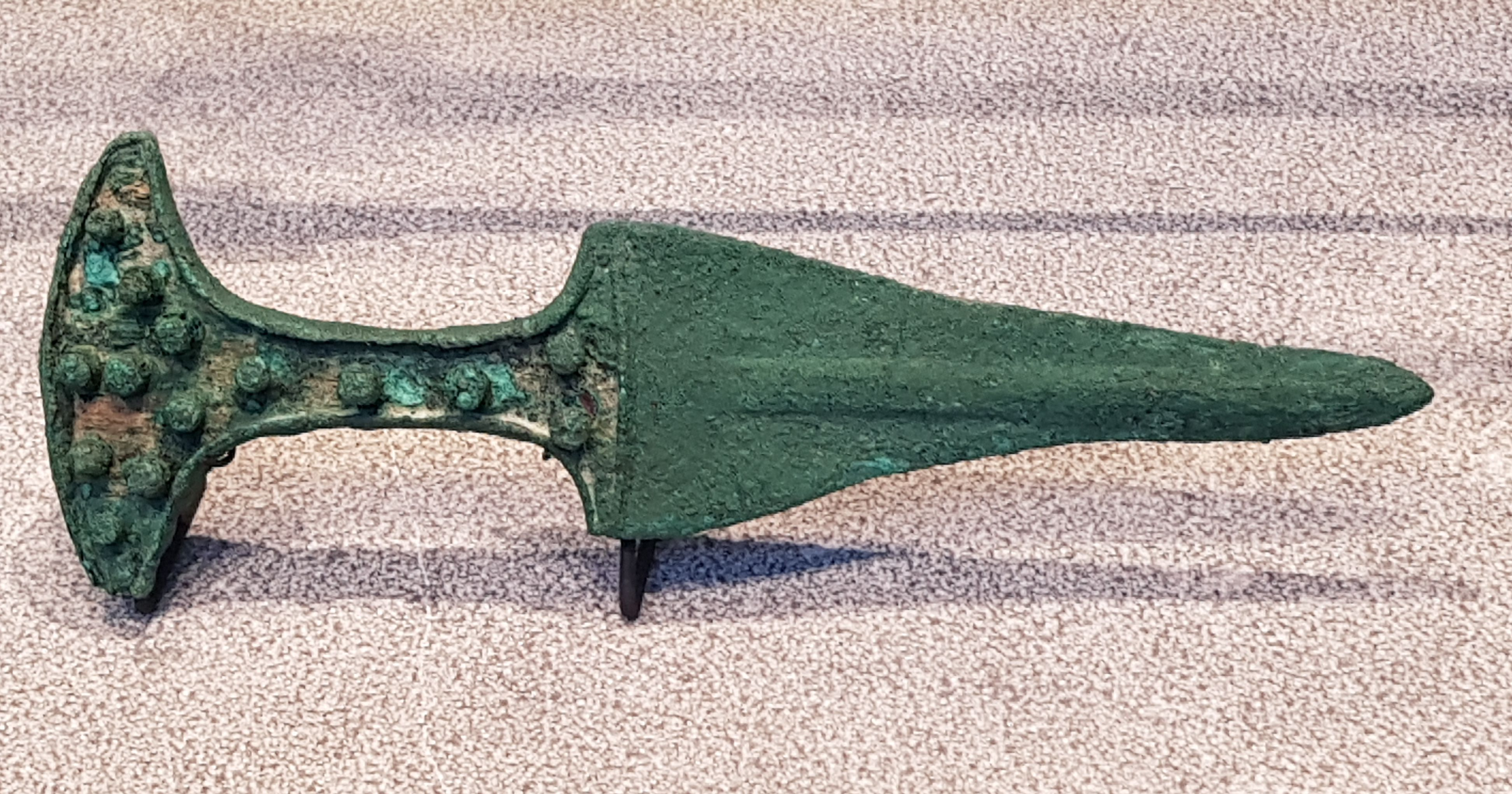
خنجر من العصر الحديدي، يعود تاريخه إلى 1000 سنة قبل الميلاد، من القطارة. معروضة في اللوفر أبو ظبي على سبيل الإعارة من متحف العين.

كما أُكتشف عدد من السيوف ورؤوس الفؤوس من العصر الحديدي، بالإضافة إلى قوالب أختام مميزة، من الموقع. كما عُثر على عدد من رؤوس السهام البرونزية في الموقع. تعتبر مباني العصر الحديدي الموجودة في الرميلة نموذجية لتلك الموجودة في المنطقة، في مواقع العصر الحديدي الأول والثاني مثل الثقية ومويلح، مع عدد من المساكن المتتالية، على الرغم من افتقارها إلى الجدران المحيطة الموجودة في موقع الثقيبة. توفر قاعة الأعمدة في الرميلة رابطًا إضافيًا لمويلح، في حين أن عددًا من الأختام الهرمية التي عُثر عليها هناك تعكس أشياء مماثلة تم اكتشافها في بدع بنت سعود.
تحدد القطع الأثرية التي يرجع تاريخها بالكربون المشع والتي عُثر عليها في مويلح التاريخ الأصلي لإنشاء المستوطنات بين 850 و800 قبل الميلاد، وقد تمتعت بفترة ذروة قصيرة قبل أن تُدمر في حريق وقع حوالي عام 600 قبل الميلاد. شُيدت المستوطنات المسورة بشكل رئيسي من الطوب اللبن المتشابك وجدرانها من الطوب الطيني / الحجري، وتحيط المستوطنة المسورة نفسها بسياج كبير مسور يضم سبعة مبانٍ، يُعتقد أنها توفر أماكن للمعيشة بالإضافة إلى مركز إداري. يحتوي هذا المبنى المركزي على ما لا يقل عن عشرين عمودًا، وكان بمثابة كنز غني لعلماء الآثار، مع اكتشافات واسعة النطاق للأواني المطلية والمنفوخة والأسلحة الحديدية ومئات القطع البرونزية. بفضل تدجين الجمل في المنطقة، والذي يُعتقد أنه حدث حوالي عام 1000 قبل الميلاد، شملت تجارة مويلح تصنيع السلع النحاسية، مع وجود "تسرب واسع النطاق من صناعة العناصر النحاسية في جميع أنحاء الموقع". تعتبر مويلح فريدة نسبيًا من حيث اعتمادها المبكر والواسع النطاق على السلع الحديدية، التي يُعتقد أنها مستوردة من إيران. وتشير مئات أحجار الطحن إلى استهلاك الشعير والقمح. على الرغم من أن مويلح تقع الآن على بعد حوالي 15 كم من الداخل، إلا أنه يُعتقد أنها في أوجها كانت تقع على خور أو جدول.
وشهدت فترة العصر الحديدي الثاني أيضًا تشييد التحصينات، بعدد من الأبراج والمباني الأخرى التي توفر الحماية للأفلاج والمحاصيل التي تسقيها. هيلي 14 في العين، وقلعة مضب وقلعة أوحلة في الفجيرة وكذلك جبل البحيص بالقرب من المدام في الشارقة ورافاق في وادي القور في رأس الخيمة، كلها تحصينات تعود إلى هذا الوقت.

### أفلاج العصر الحديدي
وقد ربطت الاكتشافات الأخيرة للفخار في الثقيبة والمدام تطور الأفلاج المبكرة (جمع فلج، الكلمة المستخدمة للإشارة إلى الممرات المائية من هذا النوع في الإمارات العربية المتحدة) وأنظمة المياه هناك إلى العصر الحديدي الثاني، مما يعزز الإسناد بأن أصل ابتكار هذه الأنظمة المائية يعود إلى جنوب شرق الجزيرة العربية بناءً على الأعمال الأثرية الواسعة للدكتور وسيم التكريتي حول منطقة العين.
قدمت ورقة بحثية للتكريتي عام 2002، عن الأصل الجنوبي الشرقي لنظام الأفلاج، وهو بحث مخالف للسرد المقبول منذ فترة طويلة، بأن القنوات المائية نشأت في بلاد فارس وحُدد على هذا النحو من خلال روايات حملات الآشوريين. الملك سرجون الثاني عام 714 ق. يستشهد التكريتي بهذا ويذكره أيضًا المؤرخ اليوناني في القرنين الثاني والثالث بوليبيوس باعتباره الأساس الأكاديمي لإسناد تقنية القنوات إلى بلاد فارس. ويشير إلى أكاديميين مثل جي سي ويلكنسون (1977) يتبنون أصلًا فكرة أصل تقنية القنوات الإيرانية تحت تأثير حوليات سرجون وبوليبيوس، لكنه يشير إلى ما لا يقل عن سبعة أفلاج من العصر الحديدي تم اكتشافها مؤخرًا في منطقة العين بالإمارات العربية المتحدة. يعود تاريخها بالكربون بشكل موثوق إلى بداية الألفية الأولى قبل الميلاد. وبالإضافة إلى اكتشافات أفلاج العصر الحديدي في العين، أشار تكريتي إلى أعمال التنقيب في المدام بالشارقة، التي قام بها الفريق الأثري الفرنسي العامل هناك، وكذلك الفريق الأثري الألماني العامل في فلج الميسر، في عُمان. يبذل التكريتي قصارى جهده للإشارة إلى أنه على الرغم من الجهود المبذولة منذ القرن التاسع عشر للتنقيب عن أنظمة القنوات في إيران، لم يُعثر على أي دليل على وجود أي قنوات من هذا القبيل يعود تاريخها إلى ما قبل القرن الخامس قبل الميلاد. ويخلص إلى أن تقنية القنوات نشأت في جنوب شرق الجزيرة العربية ومن المحتمل أنها انتقلت إلى بلاد فارس، على الأرجح من خلال الغزو الساساني لشبه جزيرة عُمان.
وحذا آخرون حذو التكريتي. في عام 2016، أكد ريمي بوشرلات في ورقته البحثية "القناة والفلج: ابتكارات متعددة المراكز ومتعددة الفترات إيران والإمارات العربية المتحدة كدراسات حالة"، أن إسناد تقنية القنوات المائية إلى الإيرانيين في أوائل الألفية الأولى قبل الميلاد هو موقف لم يعد من الممكن الاستمرار فيه حيث تُبنيا لفترة طويلة، وأن التأريخ الكربوني للأفلاج في عُمان والإمارات العربية المتحدة يعود إلى القرن التاسع قبل الميلاد بواسطة كليوزيو والأدلة على هذا التاريخ المبكر التي قدمها التكريتي هي أدلة قاطعة. بالإضافة إلى ذلك، يؤكد بوشرلاط أنه لا يمكن تأريخ أي قناة إيرانية معروفة إلى فترة ما قبل الإسلام.

## العصر الحديدي الثالث

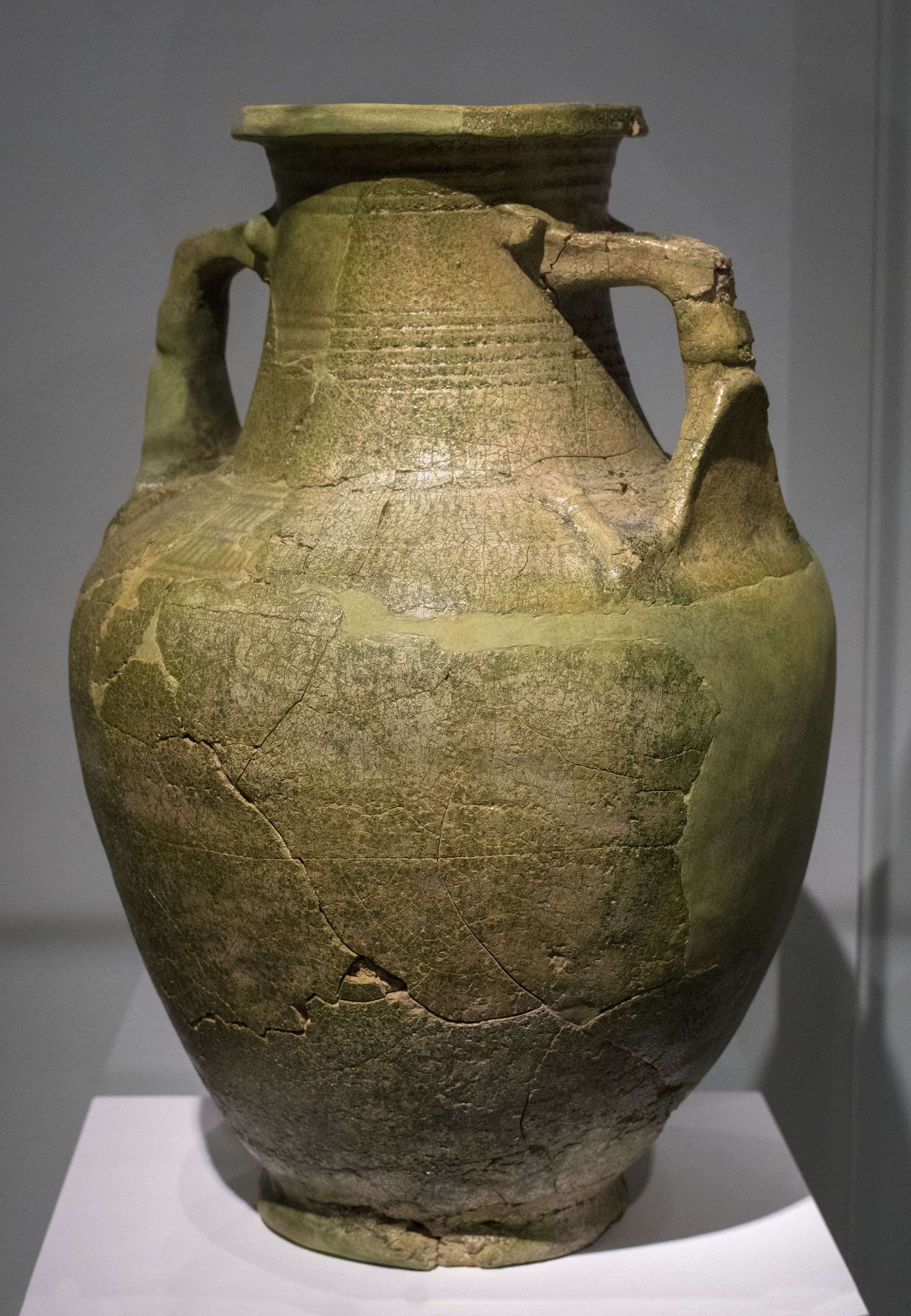
جرة من فترة مليحة تعود للقرن الثاني قبل الميلاد من مليحة في الشارقة، الإمارات العربية المتحدة

يمكن العثور على أدلة على احتلال العصر الحديدي الثالث في الإمارات في تل أبرق وشمل والرميلة وهيلي والثقيبة. ترسم الاكتشافات رابطًا ثقافيًا قويًا مع الإيرانيين الأخمينيين وتشير إلى أن المنطقة هي مرزبانية ماكا. تعكس السيوف القصيرة من العصر الحديدي من منطقة القصيص وجبل البحيص والرميلة صور "سكان ماكا الأصليين" الموجودة على عرش داريوس الثاني في تخت جمشيد، في حين أن الخزفيات التي عُثر عليها والتي يعود تاريخها إلى العصر الحديدي الثالث تعكس تلك الموجودة في عدد من المواقع الإيرانية من ذلك العصر.

## ما بعد العصر الحديدي
أُطلق على الفترة من 300 إلى 0 قبل الميلاد اسم "المليحة" وفترة ما قبل الإسلام المتأخرة، وهي تتبع تفكك إمبراطورية داريوس الثالث. على الرغم من أن هذه الحقبة كانت تسمى الهلنستية، إلا أن فتوحات الإسكندر الأكبر لم تذهب إلى أبعد من بلاد فارس ولم تصل فتوحاته إلى شبه الجزيرة العربية. ومع ذلك، فإن العملات المقدونية المكتشفة في الدور تعود إلى عهد الإسكندر الأكبر. ذكرت المخطوطات الإغريقية المعاصرة لتك الفترات أن الصادرات من الدور هي "اللؤلؤ، والصبغ الأرجواني، والملابس، والنبيذ، والذهب والعبيد، وكميات كبيرة من التمور".
الدليل الأكثر اكتمالا على الاستيطان البشري وتكوين مجتمع في هذه الفترة موجود في مليحة، حيث استفاد مجتمع زراعي مزدهر من حماية حصن مبني طوب اللبن. هنا، وخلال هذه الفترة، عُثر على الدليل الأكثر اكتمالًا لاستخدام الحديد، بما في ذلك المسامير والسيوف الطويلة ورؤوس السهام بالإضافة إلى الخبث الناتج عن صهر الحديد.